# Ronald Rivest
Ronald Linn Rivest (né le 6 mai 1947 à Schenectady dans l'État de New York) est un cryptologue américain d'origine canadienne-française. Il est l'un des trois inventeurs de l'algorithme de cryptographie à clé publique RSA, premier exemple de cette famille.

## Biographie
Ronald Rivest est diplômé de l'université Yale en 1969 et docteur de l'université Stanford en 1974. Il rejoint les laboratoires du MIT où il fonde un groupe travaillant sur la sécurité de l'information et la cryptographie. Il y met au point les algorithmes à clé secrète nommés Rivest Cipher : RC2, RC4, RC5 et RC6, ainsi que des fonctions de hachage MD2, MD4, MD5 et MD6.
En 1977, il décrit avec Adi Shamir et Len Adleman le premier algorithme de chiffrement à clé publique, nommé RSA selon leurs initiales. Ils reçoivent en 2002 pour cette découverte le prix Turing de l'Association for Computing Machinery.

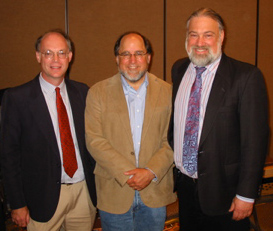
Sherman, Rivest, et Chaum

Ron Rivest a fondé la société RSA Data Security (plus tard rebaptisée RSA Security). En collaboration avec Thomas H. Cormen, Charles E. Leiserson et Clifford Stein, il a publié le livre Introduction à l'algorithmique (éditions Dunod, 2002  (ISBN 978-2-10-003922-7)).